# Célio Augusto Guedes
Célio Augusto Guedes (Mucugê, 21 de junho de 1920 - Rio de Janeiro, 15 de agosto de 1972) foi um dentista pertencente a uma notória família de comunistas baianos, que trabalhou diretamente com Luís Carlos Prestes e ocupou diversos cargos dentro do Partido Comunista Brasileiro (PCB).  Célio foi detido ao cruzar a fronteira entre o Brasil e o Uruguai e transportado em avião diretamente para a sede do Centro de Informações da Marinha (Cenimar) no Rio de Janeiro. Segundo documentos divulgados na época, ele teria se suicidado no dia 15 de agosto de 1972. Porém, investigações realizadas posteriormente revelaram indícios que apontam para a falsidade da versão divulgada pelos órgãos do Estado. Célio é um dos nomes estudados pela Comissão da Verdade, que investiga casos de repressão no período da ditadura militar brasileira.

## Biografia
Célio Augusto Guedes nasceu em 21 de junho de 1920 no município de Mucugê, localizado no estado da Bahia. Era filho de Adosina Santos Guedes e Julio Augusto Guedes.
Apesar de ter nascido no interior do estado da Bahia, Célio foi criado e educado em Salvador, onde graduou-se em Odontologia e tornou-se servidor público vinculado à Secretaria de Saúde da Bahia. Quando ainda era estudante, trabalhou como lapidário de pedras semipreciosas, função que aprendeu em casa. Por meio desse ofício, pagou os estudos e ajudou no sustento da família após a morte do pai. Na segunda metade dos anos 1930, época em que o Estado Novo se instalou no país, enquanto fazia curso complementar para prestar o vestibular, Célio ingressou na célula da Juventude Comunista do Ginásio da Bahia (hoje chamado de Colégio Estadual da Bahia ou apenas Central, tradicional escola de ensino médio), conforme tradição em sua família. Durante uma panfletagem realizada pelo órgão para denunciar a violência do governo de Getúlio Vargas, os militantes, inclusive Célio, foram presos e levados para o Departamento de Ordem Política e Social (DOPS), onde ficaram detidos por mais de trinta dias. Desde então, ele jamais se afastou das atividades da militância. Filiou-se ao Partido Comunista Brasileiro (PCB) e chegou a ser membro da direção estadual do partido, tendo seu irmão, Armêmio Guedes, como dirigente nacional do PCB por muitos anos. Em abril de 1964, a casa de Célio, localizada em Salvador, foi invadida e saqueada por militares. Por este motivo, ele se mudou para o estado do Rio Grande do Sul e passou a viver na clandestinidade, utilizando os codinomes de João de Souza e Daniel Monteiro da Silva.
Na mesma época, Célio foi escolhido para trabalhar na área de segurança da direção nacional do PCB. Uma das suas funções nesse posto era a de realizar a movimentação de Luís Carlos Prestes, líder do partido. Em julho de 1972, o militante recebeu a missão de viajar para Montevidéu a encontro do médico Fued Saad, que estava retornando de uma viagem ao exterior e iria ingressar clandestinamente ao país. Ao cruzar um posto na fronteira entre o Brasil e o Uruguai, na região entre Jaguarão e Rio Branco, a dupla foi identificada, detida e transportada em avião para a sede do Centro de Informações da Marinha (Cenimar), localizado na cidade do Rio de Janeiro. Segundo Armênio Guedes, Célio morreu sub tortura no dia 15 de agosto de 1972, no período da ditadura militar brasileira. A comunicação do falecimento à família foi feita somente quinze dias depois.

## Circunstâncias de morte
O corpo de Célio Augusto Guedes entrou no Instituto Médico Legal do Rio de Janeiro (IML/RJ) pela guia de número 6 do Departamento de Ordem Política e Social (DOPS/RJ) e, segundo a certidão de óbito, ele foi "morto às 18h, no Pátio Externo dos fundos do Edifício do Comando do 1º DN". Esse documento, assinado pelo médico-legista Gracho Guimarães Silveira, confirma a versão oficial de que Célio havia se suicidado ao jogar-se de uma janela, sofrendo ruptura da aorta, pulmão, fígado, baço e rins. Apesar das fotos anexas no laudo da perícia do local, encontradas no Instituto de Criminalística Carlos Eboli (ICCE) do Rio de Janeiro, evidenciarem várias lesões pelo corpo, documentos indicam que "a vítima teria se projetado do sétimo andar da janala de um banheiro ali existente".
O corpo de Célio foi enterrado pela família no Cemitério São João Batista no dia 30 de agosto de 1972. A Comissão Especial Sobre Mortos e Desaparecidos Políticos (CEMDP) não localizou o laudo necroscópico nem mesmo o inquérito que deveria ter sido utilizado para apuração do suposto suicídio.

### Investigação
A edição de setembro de 1972 do jornal Voz Operária, publicação fundada em fevereiro de 1949 pelo Partido Comunista Brasileiro (PCB), aponta a responsabilidade da Marinha pela morte de Célio Augusto Guedes, levando em consideração o local do óbito e a relação entre a data de prisão e a data de morte registrada no laudo. O Boletim da Anistia Internacional de 1974, citado pelo Dossiê Ditadura: Mortos e Desaparecidos Políticos no Brasil (1964-1985) ressalta que o militante foi morto sob torturas logo após a prisão. A Comissão Nacional da Verdade (CNV) concluiu que Célio foi preso, torturado e morto em decorrência das ações realizadas por agentes do Estado durante a ditadura militar brasileira, recomendando a correção da certidão de óbito do militante e a retomada das investigações sobre as circunstâncias da morte, para identificar e responsabilizar os agentes envolvidos no ato.
Em decisão de 1º de agosto de 1996, a Comissão Especial sobre Mortos e Desaparecidos Políticos (CEMDP) reconheceu a responsabilidade do Estado brasileiro pela morte de Célio Augusto Guedes.

### Indenização
Em setembro de 1997, por meio do Decreto nº 2318, o Estado Brasileiro concedeu indenização às famílias de pessoas desaparecidas ou mortas por participação em atividades políticas entre 2 de setembro de 1961 a 15 de agosto de 1979. Lena Gesteira Barroso, filha de Célio Augusto Guedes, recebeu indenização no valor de R$100.000,00 em razão da morte do pai.

## Homenagens
A memória de Célio Augusto Guedes foi homenageada em diversos momentos, como durante sessão solene realizada na Câmara dos Deputados em 27 de março de 2014, em que o deputado Amauri Teixeira relembrou nomes de diversos mortos e desaparecidos políticos durante a ditadura militar.
Existe uma rua no bairro de Campo Grande, localizado no Rio de Janeiro, que carrega o nome do militante.